# Rostflügeldrossel

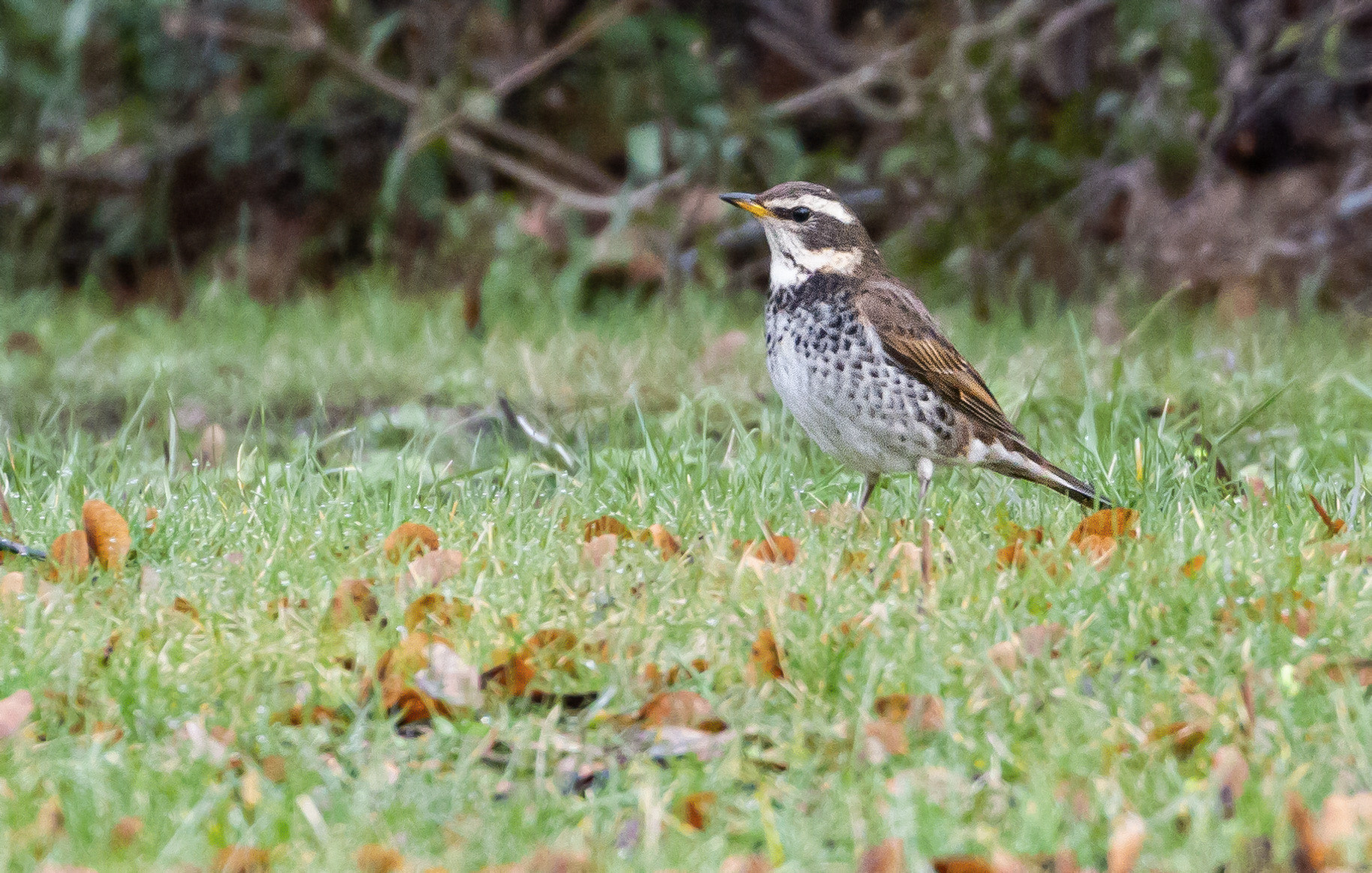
Rostflügeldrossel 2023 im Landschaftspark Rudow-Altglienicke in Berlin

Die Rostflügeldrossel (Turdus eunomus) ist ein Singvogel aus der Familie der Drosseln (Turdidae).

## Merkmale
Die Rostflügeldrossel erreicht eine Körperlänge von ca. 25 Zentimetern und ein Gewicht von 55 bis 106 Gramm. Die Oberseite einschließlich der Schwanzfedern ist dunkelbraun. Namensgebend sind die rostroten Flügeldecken. Das Gesicht und die Kehle sind weißlich, die Wangen und der Zügel schwarz. Die Unterseite ist cremefarben und zeigt ein bräunliches Schuppenmuster. Zwischen den Geschlechtern besteht ein leichter Sexualdimorphismus, der sich dadurch ausdrückt, dass die Rostfärbung der Flügel bei den Weibchen stark reduziert ist oder gänzlich fehlt.

## Ähnliche Arten
- Die Rostflügeldrossel wurde früher als Unterart der Rostschwanzdrossel (Turdus naumanni) angesehen. Die Rostschwanzdrossel ist etwas heller gefärbt und die Flanken sind leicht orangefarben.[2] Die beiden Arten unterscheiden sich außerdem durch ihren Lebensraum, der bei der Rostflügeldrossel die nördlichen und bei der Rostschwanzdrossel die südlichen Regionen Sibiriens umfasst. In den wenigen Gebieten, in denen sich die Arten überlappen, treten zuweilen Hybridformen auf.
- Die Rotdrossel (Turdus rufitorques) ist mit einer Körperlänge von 21 Zentimetern kleiner. Ihre Flügel haben eine braune Farbe, lediglich die Flanken zeigen eine rostrote Färbung.[3]

## Verbreitung, Unterarten und Lebensraum
Die Rostflügeldrosseln kommen als Brutvogel von Nord- und Zentralsibirien bis Kamtschatka vor. Ihre bevorzugten Lebensräume sind Steppen- und Gebüschlandschaften sowie lichte Wälder. Es werden keine Unterarten geführt.

## Wanderverhalten
- Ein Großteil der Rostflügeldrossel-Populationen wandert im Winter in wärmere Regionen in viele südliche Gebiete Asiens, u. a. nach Japan, Taiwan, Südchina, Thailand und  Myanmar. Einzelne Individuen der Art ziehen, oftmals gemeinsam mit Rotdrosseln nach Europa, wo ihr Erscheinen unter den lokalen Vogelliebhabern große Aufmerksamkeit erlangt. Ein bemerkenswertes Auftreten fand beispielsweise 2016 in der englischen Grafschaft Derbyshire statt, das Hunderte von Ornithologen anzog.[4]
- Von der Rostflügeldrossel als Irrgast gibt es bis 2022 weniger als zehn Nachweise in Deutschland. Vom 7. Februar bis 30. März 2023 wurde im Landschaftspark Rudow-Altglienicke im Berliner Südosten eine Rostflügeldrossel gesichert festgestellt und auch bildlich dokumentiert.[5]
- Einzelne Individuen der Art wurden auch von den Philippines, dem Mittleren Osten und Nordamerika gemeldet.

## Lebensweise
Die Nahrung der Rostflügeldrossel wird überwiegend vom Boden aufgelesen und besteht aus Insekten, Würmern, Spinnen, Beeren und Samen. Ihre Brutzeit umfasst im Wesentlichen die Monate Mai bis August. Die tassenförmigen Nester werden in Höhen von fünf Metern im Geäst von Bäumen oder Büschen angelegt, zuweilen auch unterhalb von einem Meter. Das Nest wird aus einer Grundlage von gehärtetem Schlamm mit einer weichen Vegetationsauflage hergestellt. Ein Gelege besteht zumeist aus vier bis sechs Eiern. Diese sind grünlich blau und mit rotbraunen Sprenkeln überzogen. Der Gesang wird vom Männchen von der erhöhten Warte eines Baumes laut vorgetragen und besteht aus einer Reihe von kurzen, melodischen Phrasen, die jeweils aus drei bis fünf Noten gebildet werden.

## Bestand und Gefährdung
Die Rostflügeldrossel ist in ihren Vorkommensgebieten nicht selten und wird demzufolge von der Weltnaturschutzorganisation IUCN als „least concern = nicht gefährdet“ geführt.